# Alexandre Heli
Alexandre Heli (en grec antic: Αλέξανδρος Ἧλιος) era un membre de la dinastia ptolemaica, fill de Cleòpatra i Marc Antoni, nascut cap a finals del 40 aC o principis del 39 aC. El nom va rebre aquest nom (grec antic: Ἧλιος, 'Sol') perquè sa germana bessona Cleòpatra va ser anomenada Selene ('Lluna').
L'any 34 aC el seu pare el va nomenar rei d'Armènia (nominat rei de reis d'Armènia, Mèdia Atropatene i Pàrtia) i el va comprometre amb la princesa Iotape, filla del rei Artavasdes I de Mèdia Atropatene, dins les anomenades donacions d'Alexandria d'aquell any.
Marc Antoni va escriure al Senat per demanar la confirmació d'aquestes donacions, però la carta no es va arribar a llegir mai.
Enderrocat Alexandre Heli l'any 33 aC per una rebel·lió de la noblesa, que inicialment es va sufocar però que es va consolidar l'any 32 aC quan Antoni va haver de retirar les seves forces del país, va ser portat a Egipte. Després de la batalla d'Àccium l'any 31 aC, els seus pares es van suïcidar i la seva promesa, Iotape, va marxar d'Egipte a les seves terres d'origen on es va casar amb el seu cosí Mitridates. Octavi August li va perdonar la vida així com a Cleòpatra Selene, però els va portar tots dos a Roma per celebrar el seu triomf, mentre que va fer matar el seu germà gran Marc Antoni Antil. A Roma ell i la seva germana bessona van quedar sota custòdia d'Octàvia, germana d'August i esposa d'Antoni (31 aC) que els va rebre generosament, i els va educar com a fills propis.
La darrera notícia que es té d'ell és quan, amb motiu del matrimoni de la seva germana amb el rei de Numídia Juba II, Octavi li va perdonar la vida. L'historiador, però, no explica quin era el motiu pel qual estava condemnat a mort.